# 도널 글리슨
도널 글리슨(영어: Domhnall Gleeson, /doʊnəl_ˈɡliːsən/, 1983년 5월 12일 ~ )은 아일랜드의 배우 겸 각본가이다. 글리슨은 여러 편의 영화 및 연극 프로젝트에 출연했다. 그의 경력 초기 시절에 글리슨은 몇 편의 단편 영화를 감독하고 각본을 썼으며, 2006년 브로드웨이 연극 《The Lieutenant of Inishmore》으로 토니상 연극부문 남우주연상 후보에 올랐고, 영화 《네버 렛 미 고》에서 조연으로 출연했다.
그는 해리 포터 영화 프랜차이즈(2010-2011)에서 빌 위즐리 역과, 《안나 카레니나》(2012)에서 콘스탄틴 레빈 역, 《어바웃 타임》에서 팀 레이크 역 및 안젤리나 졸리 감독의 전쟁 드라마 영화 《언브로큰》(2014)에서 러셀 엘렌 필립스 역으로 자신의 연기를 더 많은 대중들에게 알렸다. 2015년 글리슨은 네 개의 미국 아카데미상 후보에 오른 영화 《엑스 마키나》에서 칼렙 역과 《브루클린》에서 짐 패럴 역, 《더 레버넌트》에서 앤드류 헨리 역, 《스타 워즈: 깨어난 포스》의 헉스 역으로 그의 연기에 대해 널리 인정과 찬사를 받았다.

## 젊은 시절
글리슨은 아일랜드 더블린에서 아버지의 배우 브렌던 글리슨과 어머니의 메리 글리슨 (결혼 전 성씨는 웰던)의 아들로 태어났다. 그는 사남매 중 첫째로, 아래로는 퍼거스, 브리언, 로리가 있다. 그는 말라하이드 커뮤니티 스쿨과 이후 더블린기술대학교에서 예술 학사 학위를 받았다.

## 사생활
글리슨은 잉글랜드의 EFL 챔피언십 팀 애스턴 빌라 FC를 그의 아버지 브렌던 글리슨과 함께 열열한 팬이다. 그는 2015년 웸블리 스타디움에서 열린 리버풀 FC와의 준결승 전을 관전하고, "내 인생 최고의 날" 중 하나라고 말했다.
또한 글리슨은 그의 아버지와 형 브리언 글리슨과 함께 더블린 레이니에 있는 세인트 프란시스 병원에 기금을 모으는 단체 "Imatrity for Charity"를 설립했다.

## 출연 작품

### 영화
| 년도 | 제목                                                                      | 역할                          | 참고                                   |
| ---- | ------------------------------------------------------------------------- | ----------------------------- | -------------------------------------- |
| 2004 | 식스 슈터 Six Shooter                                                     | 계산원                        | 단편 영화                              |
| 2005 | 스타스 Stars                                                              | 브라이언 (목소리)             | 단편 영화                              |
| 2005 | 보이 이트스 걸 Boy Eats Girl                                              | 버너드                        |                                        |
| 2006 | 스터디 Studs                                                              | 트램피스                      |                                        |
| 2009 | 어 도그 이어 A Dog Year                                                   | 앤서니 암스트롱               |                                        |
| 2009 | What Will Survive of Us                                                   |                               | 단편 영화; 시나리오 각본과 감독에 참여 |
| 2009 | 페리어스 바운티 Perrier's Bounty                                          | 클리퍼드                      |                                        |
| 2009 | Corduroy                                                                  | 마혼                          | 단편 영화                              |
| 2010 | 센세이션 Sensation                                                        | 도날 듀간                     |                                        |
| 2010 | 노린 Noreen                                                               |                               | 단편 영화; 시나리오 각본과 감독에 참여 |
| 2010 | 네버 렛 미 고 Never Let Me Go                                             | 로드니                        |                                        |
| 2010 | 더 브레이브 True Grit                                                     | 문 (더 키드)                  |                                        |
| 2010 | 해리 포터와 죽음의 성물 1부 Harry Potter and the Deathly Hallows – Part 1 | 빌 위즐리                     |                                        |
| 2011 | 해리 포터와 죽음의 성물 2부 Harry Potter and the Deathly Hallows – Part 2 | 빌 위즐리                     |                                        |
| 2012 | 저지 드레드 Dredd                                                         | 컴퓨터 기술자                 |                                        |
| 2012 | 안나 카레니나 Anna Karenina                                               | 콘스탄틴 레빈                 |                                        |
| 2012 | 섀도우 댄서 Shadow Dancer                                                 | 코너 맥베이                   |                                        |
| 2013 | 어바웃 타임 About Time                                                    | 팀 레이크                     |                                        |
| 2014 | 프랭크 Frank                                                              | 존 버로우스                   |                                        |
| 2014 | 캘버리 Calvary                                                            | 프레디 조이스                 |                                        |
| 2014 | 언브로큰 Unbroken                                                         | 러셀 엘렌 필립스              |                                        |
| 2015 | 엑스 마키나 Ex Machina                                                    | 칼렙 스미스                   |                                        |
| 2015 | 브루클린 Brooklyn                                                         | 짐 패럴                       |                                        |
| 2015 | 스타 워즈: 깨어난 포스 Star Wars: The Force Awakens                       | 헉스 장군                     |                                        |
| 2015 | 더 레버넌트 The Revenant                                                  | 앤드류 헨리                   |                                        |
| 2017 | 마더! Mother!                                                             |                               |                                        |
| 2017 | 아메리칸 메이드 American Made                                             | 몬티 쉐퍼                     |                                        |
| 2017 | 굿바이 크리스토퍼 로빈 Goodbye Christopher Robin                          | A.A.밀른                      |                                        |
| 2017 | 스타워즈: 라스트 제다이 Star Wars: The Last Jedi                          | 헉스 장군                     |                                        |
| 2017 | 뜻밖의 룸메이트 Crash Pad                                                 | 스텐스랜드                    |                                        |
| 2018 | 피터 래빗 Peter Rabbit                                                    | 제레미 피셔 / 토마스 맥그리거 |                                        |
| 2018 | The Little Stranger                                                       | 패러데이 의사                 |                                        |
| 2018 | 사이킥 Psychic                                                            |                               | 단편 영화                              |
| 2018 | 어느 허무명랑한 인생 A Futile and Stupid Gesture                          | 헨리 비어드                   |                                        |
| 2019 | 스타워즈: 라이즈 오브 스카이워커 Star Wars: The Rise of Skywalker         | 헉스 장군                     |                                        |
| 2019 | 더 키친 The Kitchen                                                       |                               |                                        |
| 2021 | 피터 래빗 2: 파 프롬 가든 Peter Rabbit 2                                  | 제레미 피셔 / 토마스 맥그리거 |                                        |
| 2025 | 에코 밸리 Echo Valley                                                     | 재키 로슨                     |                                        |

### 텔레비전
| 년도 | 제목                                      | 역할        | 참고                        |
| ---- | ----------------------------------------- | ----------- | --------------------------- |
| 2001 | Rebel Heart                               | 번          | 1 에피소드                  |
| 2005 | The Last Furlong                          | 션 플리나간 | 3 에피소드                  |
| 2010 | Your Bad Self                             | 여러 역할   | 6 에피소드; 극본에도 참여함 |
| 2010 | 하비와 밥이 만났을 때 When Harvey Met Bob | 밥 겔도프   | 텔레비전 영화               |
| 2013 | 블랙 미러 Black Mirror                    | 애쉬        | 에피소드: "Be Right Back"   |
| 2016 | Earth's Greatest Spectacles               | 내레이션    | 3 에피소드, 다큐멘터리      |
| 2017 | 카타스트로피 Catastrophe                  | 댄          | 2 에피소드                  |

### 비디오 게임
| 년도 | 제목                              | 역할      |
| ---- | --------------------------------- | --------- |
| 2016 | Lego Star Wars: The Force Awakens | 헉스 장군 |

## 수상 및 후보
| 년도 | 상                                                 | 부문                            | 작품                        | 결과 |
| ---- | -------------------------------------------------- | ------------------------------- | --------------------------- | ---- |
| 2006 | 토니상                                             | 연극 부문 최우수 남우주연상     | The Lieutenant of Inishmore | 후보 |
| 2007 | IFTA 어워드(아일랜드 영화 & 텔레비전 아카데미상)   | 주목할만한 탤런트상             | 스터디                      | 후보 |
| 2011 | 베를린 국제 영화제                                 | 슈팅 스타상                     | 빈칸                        | 수상 |
| 2011 | IFTA 어워드(아일랜드 영화 & 텔레비전 아카데미상)   | 텔레비전 부문 최우수 남우주연상 | 하비와 밥이 만났을 때       | 수상 |
| 2011 | 트라이베카 영화제                                  | 주리상: 최우수 단편 영화상      | 노린                        | 후보 |
| 2012 | 브리티시 인디펜던트 필름 어워드 (영국 독립 영화상) | 최우수 남우조연상               | 섀도우 댄서                 | 후보 |
| 2012 | 햄튼 국제 영화제                                   | 신인 배우상                     | 안나 카레니나               | 수상 |
| 2013 | 엠파이어상                                         | 최우수 남자 신인상              | 안나 카레니나               | 후보 |
| 2013 | IFTA 어워드(아일랜드 영화 & 텔레비전 아카데미상)   | 영화 부문 최우수 남우조연상     | 안나 카레니나               | 수상 |
| 2014 | IFTA 어워드(아일랜드 영화 & 텔레비전 아카데미상)   | 영화 부문 최우수 남우주연상     | 어바웃 타임                 | 후보 |
| 2015 | IFTA 어워드(아일랜드 영화 & 텔레비전 아카데미상)   | 영화 부문 최우수 남우조연상     | 프랭크                      | 수상 |
| 2015 | 어워드 서킷 커뮤니티 어워드                        | 최우수 캐스팅 앙상블상          | 스타 워즈: 깨어난 포스      | 후보 |
| 2015 | 브리티시 인디펜던트 필름 어워드 (영국 독립 영화상) | 최우수 남우조연상               | 브루클린                    | 후보 |
| 2016 | IFTA 어워드(아일랜드 영화 & 텔레비전 아카데미상)   | 영화 부문 최우수 남우조연상     | 브루클린                    | 후보 |
| 2016 | IFTA 어워드(아일랜드 영화 & 텔레비전 아카데미상)   | 영화 부문 최우수 남우주연상     | 엑스 마키나                 | 후보 |
| 2016 | 새턴상                                             | 최우수 남우주연상               | 엑스 마키나                 | 후보 |
| 2016 | 센트럴 오하이오 영화 비평가협회상                  | 최우수 앙상블 연기상            | 엑스 마키나                 | 후보 |
| 2016 | 센트럴 오하이오 영화 비평가협회상                  | 올해의 배우상                   | 빈칸                        | 2위  |